# Trox unistriatus
Trox unistriatus là một loài bọ cánh cứng trong họ Trogidae.

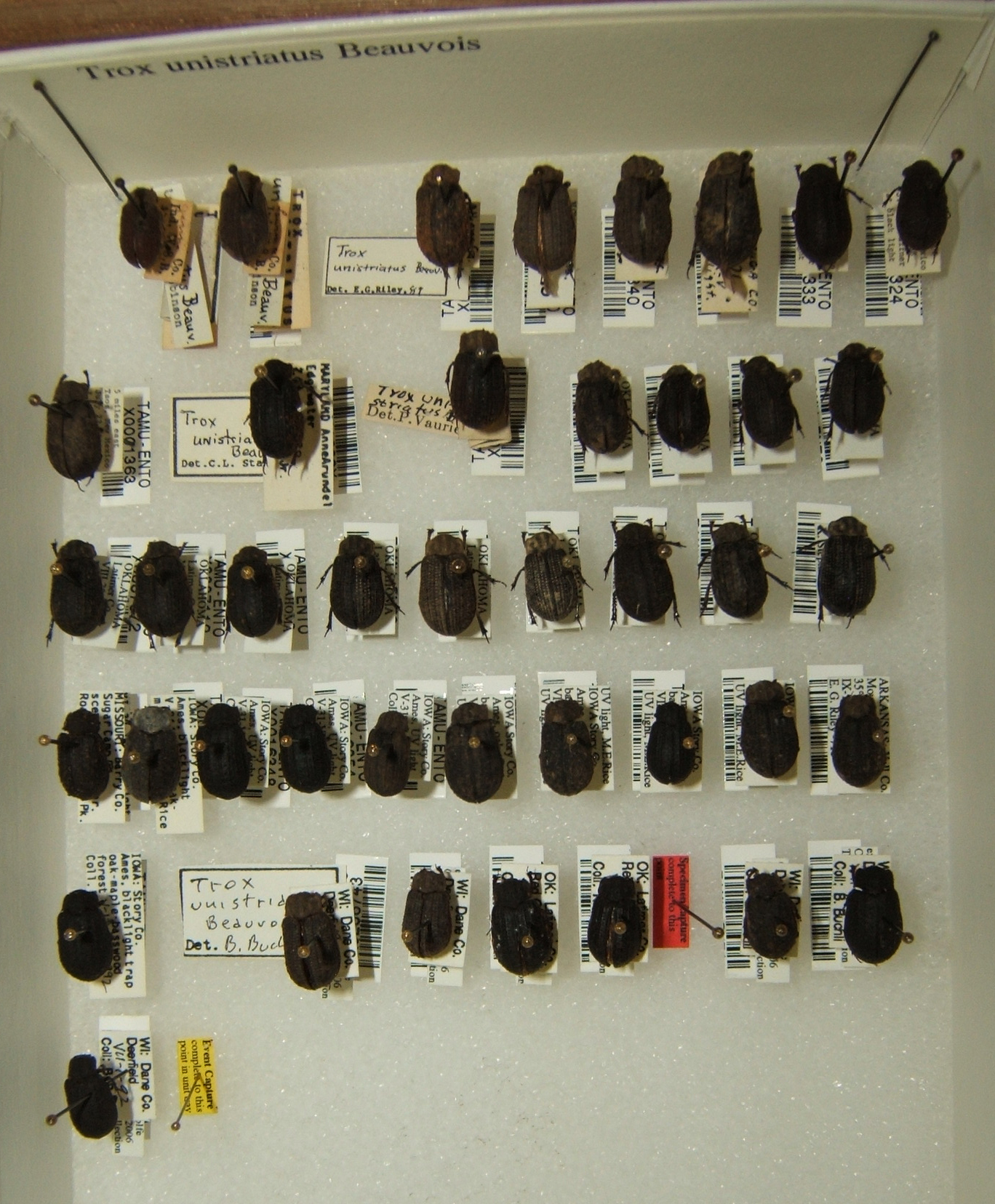
Trox unistriatus variation